# Черепашье (озеро, Грузия)
Черепа́шье (груз. კუს ტბა, Кустба, Кус-тба, Черепашье озеро) — небольшое озеро в Тбилиси, располагается в южной части района Ваке-Сабуртало на северном склоне горы Мтацминда. Озеро находится на высоте 686,7 м над уровнем моря, подпитывается через протоку небольшой речкой Варазисхеви (приток Куры). Площадь озера составляет 0,044 км².
Название озера произошло от обилия черепах, ранее обитавших в этих местах.
Черепашье озеро является популярной зоной отдыха жителей Тбилиси и гостей города, вокруг озера — благоустроенный галечный пляж. К озеру можно подняться по автодороге или с помощью канатной дороги от Ваке-парка (нижняя станция канатной дороги находится около центрального входа в парк Ваке со стороны проспекта Чавчавадзе). К западу от озера располагается Тбилисский этнографический музей под открытым небом. На озере организован прокат катамаранов. На прилегающей территории обустроены спортивные площадки, дорожки для прогулок, рядом есть несколько кафе и ресторанов. В 2019 году планируется соединить Черепашье озеро с парком Мтацминда оборудованной 6 километровой тропой.